# Emil Hütter

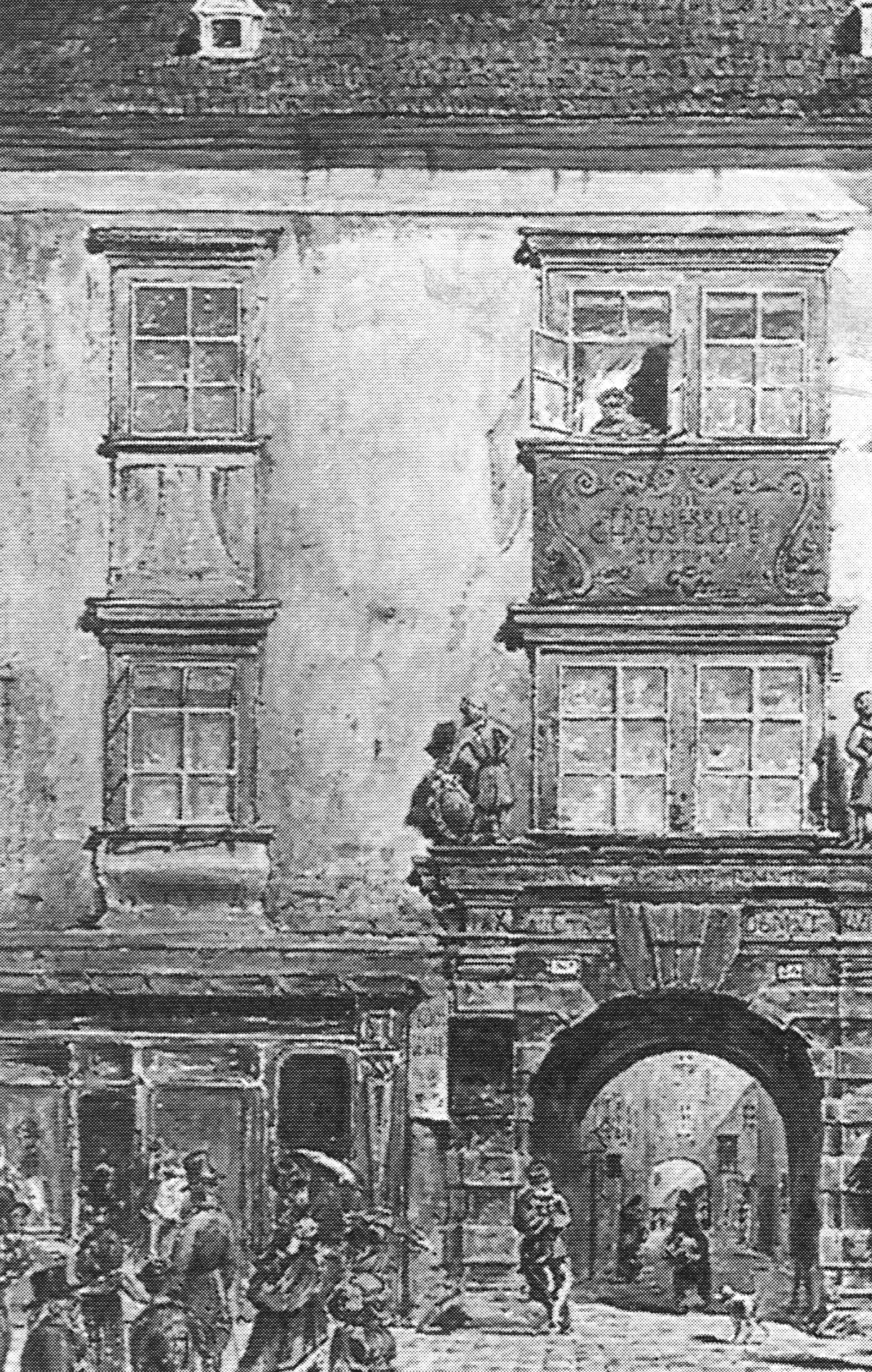
Das Chaossches Stiftungshaus in der Kärntner Straße kurz vor dem Abbruch (Emil Hütter 1873)

Emil Hütter (* 14. Mai 1835 in Wien; † 21. Jänner 1886 ebenda) war ein österreichischer Zeichner, Aquarellist, Radierer und Lithograf.

## Leben
Der zeichnerische Autodidakt Hütter arbeitete als Kassenbeamter des Wiener Magistrats. Als Künstler dokumentierte er den Wandel des Wiener Stadtbildes seiner Zeit in präziser Form und hielt insbesondere die zum Abbruch bestimmten Basteien der Wiener Stadtmauern fest sowie viele wertvolle Bauten, die der gründerzeitlichen Spekulation weichen mussten. Hütter arbeitete als Illustrator für Wilhelm Maximilian Kisch und betrieb historische Studien. Nach ihm ist seit 1954 die Hüttergasse in Hadersdorf-Weidlingau benannt.